# Natalija Mohyłewska
Natalija Ołeksijiwna Mohyłewska, ukr. Наталія Олексіївна Могилевська (ur. 2 sierpnia 1975 w Kijowie) – ukraińska piosenkarka i aktorka.

## Wczesne lata
Urodziła się i wychowała w Kijowie (wówczas leżącym na terenie USRR). Ukończyła naukę w szkole średniej im. W. I. Kudriaszowa nr. 195 w Bierezniakach oraz na uczelni estradowo-cyrkowej w Kijowie. Studiowała na Kijowskim Narodowym Uniwersytecie Kultury i Sztuki.

## Kariera
W 1995 zajęła pierwsze miejsce na festiwalu „Słowiański Bazar” w Witebsku. W 1997 wydała debiutancki album studyjny, zatytułowany La-La-La, która sprzedała się w ponad milionowym nakładzie. W kolejnych latach wydała kilka płyt: Podsnieżnik (1998), Tolko ja (1999), Nie takaja (2001), Zima (2002), Samoje… samoje (2003) i Widprawyla message (2006).
W 2004 została uhonorowa tytułem Narodowego Artysty Ukrainy. Od 8 października do 26 listopada 2006 brała udział w pierwszej edycji programu Tanci z zirkamy (1+1), będącego ukraińską wersją formatu Dancing with the Stars. Jej partnerem tanecznym był Władysław Jama, z którym zajęła drugie miejsce w finale. Od 14 października do 2 grudnia 2007 w parze z Jamą uczestniczyła w specjalnym, trzecim sezonie programu z udziałem gwiazd poprzednich edycji. Zajęła drugie miejsce w finale. W tym samym roku została producentem drugiej edycji programu Fabrika-zwiozd, będącego ukraińską wersją Star Academy.
W 2011 zasiadła w komisji jurorskiej czwartej edycji programu Tanci z zirkamy, emitowanej przez STB. W 2015 została jedną z trenerek w programie Hołos. Dity, będącego ukraińską wersją programu The Voice Kids. Od 27 sierpnia do 28 października 2017 brała udział w piątej edycji programu 1+1 Tanci z zirkamy. Jej partnerem tanecznym był Ihor Kuzmenko, z którym wygrała finał konkursu. Jesienią tego samego roku powróciła na fotel trenera w czwartym sezonie programu Hołos. Dity.

## Życie prywatne
Jest dwukrotnie rozwiedziona. Jej pierwszym mężem (2004–2005) był przedsiębiorca Dmitro Czaj. W latach 2006–2011 była zamężna z Jehorem Dolininem.